# Slave River
Slave River er en canadisk flod, der løber fra Lake Athabasca i det nordvestlige Alberta til Great Slave Lake i Northwest Territories. Flodens navn menes at stamme fra navnet Slavey, en gruppe af Dene (en) First Nations, Deh Gah Got'ine, på Athabaskansproget, og har ikke noget at gøre med slaveri. Denegruppen Chipewyan (en) har fortrængt andre indfødte folk fra denne region.

## Udspring og forløb
Slave River har sit udspring i Peace-Athabascadeltaet ved Athabascasøen, hvor floderne Peace og Athabasca mødes. Floden løber derfra nordover ind i Nordvestterritoriet og munder ud i Great Slave Lake nord for Fort Resolution. I Great Slave Lake løber den videre i Mackenzie River til Beauforthavet. Slave River er 434 km lang og har et afvandingsområde på 616.400 km².
Slave River og strygene ved Fort Smith er blandt de bedste områder for flodpadling i verden. Der er fire strygstrækninger: Pelican Rapids, Rapids of the Drowned (De druknedes stryg), Mountain Portage Rapids, og Cassette rapids. Strygene spænder fra lette i klasse I, til ufarbare stryg i klasse VI, hvor flere padlere har mistet livet. 
Floden er hjemsted for den nordligste koloni af Amerikansk hvid pelikan i Nordamerika. Pelikanerne yngler på mange af øerne i Mountain Portage Rapids. Øerne er et fuglereservat, og er lukket for adgang fra 15. april til 15. september, da de kan forlade rederne hvis de bliver forstyrret. 

## Transport
Før udbredelsen af jernbanenettet til byen Hay River, var flodtransport fra en havn ved Great Slave Lake en vigtig rute. Lokalt byggede træskibe besejlede floden til slutningen af det 19. århundrede. Strømfaldene krævede en omladning på en strækning af 16 km.
Traktorer fra Tyskland blev brugt til at slæbe bådene rundt om faldene. Slæbebåde og pramme fra Northern Transportation Company's "Radium Line" blev bygget sydpå, og skilt ad. Delene blev sendt med tog til Waterways, Alberta og med pram til den lavere del af floden hvor de blev samlet, og derefter kunne besejle det meste af det omfattende Mackenzie River flodsystem.

## Bifloder
- Peace-Athabasca Delta
  - Athabasca River
  - Lake Athabasca
  - Riviere Des Roches
  - Chilloneys Creek
  - Revillon Coupe
  - Dempsey Creek
  - Peace River
  - Scow Channel
  - Murdock Creek
  - Darough Creek
- Powder Creek
- La Butte Creek
- Hornaday River
- Salt River
- Little Buffalo River